# Los Ciclones
Los Ciclones - Escorpiones son una organización criminal, siendo dos de las cinco facciones principales del Cártel del Golfo, con presencia  en Matamoros, México. Estas facciones fueron creadas una en tiempos de "Tony Tormenta" y la otra en 2015 por "El Contador", teniendo como principales enemigos a Cártel del Noreste y Los Metros. Los Ciclones-Escorpiones tienen como su área de influencia el cruce fronterizo entre Matamoros y Brownsville, Estados Unidos.

## Historia

### Antecedentes
Iniciando como un brazo armado, fueron creados después de una disputa entre dos de los principales líderes del CDG, Osiel Cárdenas Guillén y su hermano, Antonio Ezequiel alías "Tony Tormenta", sobre todo para hacerle frente a Los Zetas fundados por Osiel, estaban conformados por antiguos miembros de la policía estatal y el ejército, destacando por su violencia extrema y por el uso de tácticas militares, convirtiéndose en su guardia personal. Al momento de la separación con los Zetas, Los Escorpiones toman un papel más importante en la organización.  El 5 de noviembre del 2010, muere en un enfrentamiento "Tony Tormenta", así como cuatro de sus escoltas, tres marinos y un soldado que duró cerca de ocho horas, participando 660 infantes de Marina, tres helicópteros y 17 vehículos, lo que dejó varios "narcobloqueos", suspensión de clases en varias instituciones educativas y cierre de tres puentes internacionales que paralizaron la ciudad. Dos escoltas que sobrevivieron fueron Marcos Antonio Cortez Rodríguez, "Escorpión 37", (hombre de confianza de Tony Tormenta y quien se encontraba a cargo del brazo armado), y Jesús González Rodríguez, "Escorpión 43".
Durante varios años se creyó que el grupo se había disuelto, pero en 2014
, en Matamoros y Tampico surgió una célula que inicialmente se hacía llamar Grupo Escorpiones. Estos mantuvieron sus conexiones con la policía, pues su líder era el Lázaro Martínez Rodríguez alias “El Escorpión” quien fue policía ministerial y jefe de la policía en la ciudad de Madero, hasta que también fue asesinado. No fue hasta que años después que se confirmó que el grupo estaba comandado por José Álfredo Cárdenas Mártineza alías "El Contador", Evaristo Cruz alías "El Vaquero" y Víctor Hugo alías "El Chaparro.

## Actividades

### Historia
Los Ciclones aparecieron públicamente en 2015, junto a la célula de Los Escorpiones, estos últimos según algunos analistas son el brazo armado, mientras que los Ciclones son una organización más estructurada como un cártel. Los principales rivales del grupo son el Cártel del Noreste y Los Metros, teniendo conflicto en los municipios de El Mante, Méndez, San Fernando, Tula, Ocampo y San Carlos, inclusive trasladando su conflicto en el puente internacional Pharr-Reynosa. De la mano de "El Contador", Los Ciclones han logrado expandir su distribución en el tráfico de drogas a ciudades como Atlanta, Detroit y Houston. El grupo también es conocido por la creación de "camiones monstruo", vehículos con blindaje artesanal creados para hacerles frente a las autoridades y otros grupos criminales, siendo en este caso fabricados por órdenes de Evaristo Cruz, alías "El Vaquero".
El 2 de junio del 2017 se registraron enfrentamiento entre células escindidas del Cártel del Golfo que dejó dos delincuentes muertos. Antes de este tiroteo, se habían registrado enfrentamientos en el municipio que dejaron nueve sicarios muertos. En septiembre del 2021, autoridades catearon el rancho "Los Caballitos", en el municipio de Matamoros, siendo propiedad del líder Evaristo Cruz alías "El Vaquero", encontrado aves exóticas y más de veinte caballos pura sangre, dos vehículos, 3 y medio kilogramos de mariguana. 200 kilos de mentafetamina y 5 kilogramos de heroína.
El 7 de febrero del 2021 es asesinado Enrique Homero Cárdenas Salinas, alias "Kike Cárdenas", en frente de su casa localizada en el municipio de Matamoros. Según algunos medios periodísticos, indicaron que el asesinato es parte de una disputa interna en el Cártel del Golfo y que "El Contador", primo de Kike Cárdenas, habría ordenado la ejecución. Es preciso recordar que José Alfredo Cárdenas Martínez quedó en libertad el 29 de octubre pasado tras dos años preso. El sicario responsable del ataque fue arrestado un mes después.
El 21 de junio del 2021, un grupo de sicarios de Los Ciclones realizaron varios ataques contra civiles en la ciudad de Reynosa, dejando como saldo 15 civiles muertos, y cuatro criminales muertos y uno herido que fueron abatidos una vez que se enfrentaron a las autoridades.
 Días después del atentado fueron arrestados cinco sicarios por agentes de las Secretaría de Seguridad y Protección Ciudadana, los criminales habían sido detenidos por su participación en la masacre.
Un mes después de la masacre, el 21 de julio, varias lonas fueron dejadas en diferentes municipios de Tamaulipas, donde grupos como Los Metros, Los Rojos, Los Panteras. Después de la masacre las autoridades confirmaron que el atentado fue para "calentar la plaza", un eufemismo para provocar caos en la ciudad en las que los criminales se disputaran. Días después, fue asesinado Edgar Valladares Hernández, “El Maestrín” junto a su escolta, siendo descubierto por policías estatales mientras realizaban un patrullaje por la carretera Reynosa-Río Bravo. En agosto de 2021, un total de cinco delincuentes fueron vinculados por la masacre.
En julio de ese mismo la Unión de Colectivos Madres Buscadoras en Tamaulipas entregaron un comunicado a Los Ciclones, donde el comunicado menciona el nombre de 200 familias con personas desaparecidas. El comunicado menciona que las madres buscadoras le piden a la organización criminal una tregua y que el grupo las deje buscar a sus familiares sin ningún inconveniente. A pesar del comunicado algunos grupos del colectivo se deslindaron de haber participado en el escrito, y estaba en desacuerdo en pedir una tregua al grupo.
No fue hasta el 19 de junio del 2022, cuando fue capturado por fuerzas federales en conjunto entre elementos del Ejército Mexicano, Guardia Nacional y Fiscalía General de la República, Víctor Hugo "N", alías "El Chaparro", lo que provocó en 16 puntos de la ciudad, con llantas, palos y vehículos quemados. Autoridades municipales y estatales se encargaron de despejar las distintas vías afectadas.
Las primeras horas del 2 de enero de 2023, miembros de Los Escorpiones atacaron 3 distintos bares en la ciudad de Poza Rica, Veracruz. El ataque dejó como saldo ocho civiles muertos y otros cinco heridos, justificando el ataque al ser en contra de bares controlados por cárteles rivales, esto en un video difundo en redes sociales. Al día siguiente de la masacre, autoridades realizaron operativos en varios domicilios en el municipio, capturando a siete sospechosos.

### Caída de Cabecillas
- 16 de octubre de 2015; Es detenido Ángel Eduardo Prado Rodríguez, alias "Ciclón 7" o "El Orejón, líder de la célula Los Ciclones, que figuraba el último en la lista del Gobierno federal y de los primeros 15 objetivos prioritarios en la región, fue aprehendido en la ciudad de Matamoros, después de un operativo realizado por la Secretaría de la Defensa Nacional, quienes de forma inmediata lo entregaron a la Procuraduría General de la República.[43][44][45]
- 17 de marzo del 2021; Es asesinado Caudillo Salinas, alias “Comandante Fili” y/o “Ciclón 40”, que burló de las autoridades mexicanas hace más de tres años fingiendo su muerte.[46][47] Se cree que las víctimas del “Ciclón 40” eran ejecutadas y abandonadas en el sitio llamado "La Bartolina", lugar donde las autoridades y organizaciones que buscan desaparecidos han encontrado más de 500 kg de restos óseos.[48][49][50]
- 6 de abril del 2021; Es detenido Evaristo Cruz alias "El Vaquero" o "El Señor 46" en el municipio de Salinas Victoria, en el estado de Nuevo León luego de múltiples cateos y redadas en la ciudad, junto con el candidato de Movimiento Ciudadano Raúl Cantú junto con otros 2 colaboradores, en la cual se tenía planeado una reunión con un líder criminal local.[51][52][53] Algunos periodistas mencionan que "El Vaquero" fue traicionado. ya que  estaba a punto de reunirse con un líder del Cártel Jalisco Nueva Generación (CJNG) para discutir sobre el financiamiento.[54]
- 28 de julio del 2021; es abatido Edgar Valladares Hernández, “El Maestrín” junto a su jefe de escoltas, siendo descubierto por elementos de la policía estatal.[55][29][30]
- 29 de agosto del 2021; Es arrestado Óscar Antonio “L”, alias “Ciclón 89” o “El Droga” en el municipio de Matamoros. También fue arrestada la agente Olivia Ambriz Aguilar una agente ministerial del estado, que se encargaba de brindar información y favores a la organización criminal.[56][57][58]
- 23 de octubre del 2021: Es abatido alías "El Tigre", sujeto identificado como Ariel Treviño, Javier Enrique Hernández o Francisco Hernández, así como tres sicarios, una civil y otras dos personas ajenas al enfrentamiento resultaron heridas. "El Tigre" era un objetivo prioritario dentro de las autoridades del gobierno de Tamaulipas y siete agencias federales de Estados Unidos.[59][60]
- 27 de febrero del 2022; Detienen en la Ciudad de México a José Alfredo "C" alias el "Contador", presunto fundador y líder de las células del Cartel del Golfo Los Ciclones y Los Escorpiones, lo cual significa un duro golpe para las facciones lideradas del cartel.[61][62][63]
- 19 de junio del 2022; es detenido Víctor Hugo “N”, alías El Chaparro, identificado como operador del Cártel del Golfo, grupo Los Ciclones, esto después de un operativo realizado por fuerzas federales, provocando narcobloqueos y fuertes enfrentamientos con las fuerzas de seguridad.[64][65]

Durante una conferencia matutina, Ricardo Mejía, subsecretario de Seguridad Pública de la Secretaría de Seguridad y Protección Ciudadana (SSPC), mencionó que los principales, siendo alias "El Vaquero", "El Contador" y "El Chaparro", asegurando que la estructura del grupo esta fuertemente debilitada.